# Alonzo Garcelon

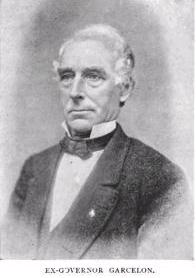
Alonzo Garcelon

Alonzo M. Garcelon (* 6. Mai 1813 in Lewiston, Massachusetts; † 8. Dezember 1906 in Medford, Massachusetts) war ein US-amerikanischer Politiker und von 1879 bis 1880 Gouverneur des Bundesstaates Maine.

## Frühe Jahre und politischer Aufstieg
Der im heutigen Maine geborene Alonzo Garcelon besuchte mehrere Schulen, bevor er im Jahr 1836 am Bowdoin College seinen Abschluss machte. 1839 studierte er Medizin an der Dartmouth Medical School und dem Medical College of Ohio. Danach begann er in Lewiston als Arzt zu praktizieren.
Im Jahr 1853 und nochmals von 1857 bis 1858 war der Demokrat Garcelon Abgeordneter im Repräsentantenhaus von Maine. Dazwischen saß er von 1855 bis 1856 im Staatssenat. Während des Bürgerkrieges war er als Militärarzt eingesetzt. Im Jahr 1871 bewarb er sich erfolglos um einen Sitz im Kongress. Stattdessen wurde er in diesem Jahr Bürgermeister von Lewiston.

## Gouverneur von Maine
Für die Gouverneurswahlen des Jahres 1878 wurde er als Kandidat seiner Partei nominiert. Da bei der Wahl keine absolute Mehrheit erreicht wurde, musste die Legislative des Staates Maine den Gouverneur wählen. Diese entschied sich für Garcelon. In seiner Amtszeit kam es zu einem Konflikt um einen Wahlbetrug bei den Parlamentswahlen. Der Gouverneur warf den Republikanern Manipulation vor. Daraufhin erschien der republikanische Senator James G. Blaine mit einigen hundert bewaffneten Männern, um gegen die Vorwürfe zu protestieren. Der Gouverneur mobilisierte seinerseits die Nationalgarde und beinahe wäre es zu einer Art Bürgerkrieg gekommen, der nur durch die Vermittlung von Ex-Gouverneur Joshua Lawrence Chamberlain verhindert werden konnte.
Nachdem 1879 der Versuch einer Wiederwahl gescheitert war, musste Garcelon im Januar 1880 aus seinem Amt ausscheiden. Im Jahr 1883 wurde er nochmals zum Bürgermeister von Lewiston gewählt. Danach praktizierte er wieder als Arzt und engagierte sich in der amerikanischen Medizinischen Vereinigung (American Medical Association). Alonzo Garcelon verstarb am 8. Dezember 1906 und wurde in Lewiston beigesetzt. Er war zweimal verheiratet und hatte insgesamt fünf Kinder.